# Auf der Flucht (Die Simpsons)
Auf der Flucht (Originaltitel: Catch ’Em If You Can) ist die 18. Folge der 15. Staffel der US-amerikanischen Fernsehserie Die Simpsons. Die Episode wurde am 25. April 2004 bei Fox erstausgestrahlt, bevor sie am 5. Februar 2005 bei ProSieben zu sehen war.

## Inhalt
Marge erklärt ihren Kindern, dass sie ihren depressiven Großonkel Tyrone in Dayton (Ohio) besuchen werden. Lisa und Bart sind davon überhaupt nicht begeistert und weigern sich, dorthin zu fliegen. Am selben Tag sieht sich die Familie das Melodram Love Story an, doch die Kinder finden es langweilig und unrealistisch. Am nächsten Tag bleiben Bart und Lisa bei ihrem Opa, während ihre Eltern am Flughafen Schlange stehen. Gegenüber stehen die Passagiere für einen Flug nach Miami an. Homer und Marge wollen ihr gemeinsames Wochenende auch dort verbringen und fliegen spontan mit nach Florida. Bart und Lisa sehen sich inzwischen die Nachrichten an und erfahren, dass in Dayton ein Wirbelsturm tobt und direkt das Hotel zerstört, in welchem ihre Eltern sein sollen. Marge ruft ihre Kinder an, um zu fragen, wie es ihnen geht. Lisa ahnt, dass etwas nicht stimmt, und überzeugt mit ihrem Bruder Bart ihren Opa, sie mit dem Auto nach Miami zu fahren. Im Hotel angekommen werden sie von ihren Eltern entdeckt, welche vor ihnen fliehen. Also fliegen die Kinder über das ganze Land ihren Eltern hinterher, bis sie sie in einem Hotelzimmer erwischen. Homer und Marge verstecken sich in einer reparaturbedürftigen Hüpfburg, die in den Fluss abrutscht und später die Niagarafälle herunterstürzt. Sie überleben und vollenden dort ihre Romanze.

## Hintergrund
Anfangs schauen die Simpsons den Film Love Story. Bei der großen Verfolgungsjagd wurde die Intro-Sequenz aus Catch Me If You Can parodiert, auch der Originaltitel der Folge spielt auf den Filmtitel an. Drehbuchautor Ian Maxtone-Graham gewann 2004 für die Folge den Writers Guild of America Award.